# Ruslan Faritowitsch Sainullin
Ruslan Faritowitsch Sainullin (russisch Руслан Фаритович Зайнуллин; * 14. Februar 1982 in Kasan, Russische SFSR) ist ein russischer Eishockeyspieler, der seit zuletzt beim HK ZSKA Moskau in der Kontinentalen Hockey-Liga unter Vertrag stand.

## Karriere
Ruslan Sainullin begann seine Karriere als Eishockeyspieler in seiner Heimatstadt in der Nachwuchsabteilung von Ak Bars Kasan, für dessen Profimannschaft er von 1999 bis 2002 in der Superliga aktiv war. In seinem Rookiejahr kam er zudem parallel zu zwei Einsätzen für Neftjanik Leninogorsk in der zweitklassigen Wysschaja Liga. Nachdem er auch die Saison 2003/04 in Kasan begonnen hatte, mit dem er 2000 und 2002 jeweils Vizemeister geworden war, beendete er die Spielzeit bei dessen Ligarivalen Neftechimik Nischnekamsk. Von 2003 bis 2006 stand er in der russischen Hauptstadt unter Vertrag, zunächst ein Jahr lang beim HK Dynamo Moskau und anschließend zwei Jahre lang beim HK Spartak Moskau.
Von 2006 bis 2010 spielte Sainullin für den HK MWD Balaschicha, mit dem er ab der Saison 2008/09 an der neu gegründeten Kontinentalen Hockey-Liga teilnahm. Mit dem HK MWD unterlag der Linksschütze zudem in der Saison 2009/10 seinem Ex-Club Ak Bars Kasan erst im Finale der Playoffs um den Gagarin Cup. Nach der Spielzeit wurde der HK MWD mit dem HK Dynamo Moskau fusioniert und der Linksschütze erhielt einen Vertrag für die Saison 2010/11 bei deren Nachfolgeteam OHK Dynamo.
Ab September 2013 stand Sainullin beim HK ZSKA Moskau unter Vertrag, nachdem er die beiden Spielzeiten zuvor bei Torpedo Nischni Nowgorod gespielt hatte. Zudem kam er während der Saison 2013/14 auch beim HK Kuban Krasnodar zum Einsatz.

### International
Für Russland nahm Sainullin an der U18-Junioren-Weltmeisterschaft 2000 sowie der U20-Junioren-Weltmeisterschaft 2002 teil. Bei beiden Turnieren gewann er mit seiner Mannschaft Medaillen. Zunächst wurde er 2000 mit den U18-Junioren Vizeweltmeister und schließlich 2002 mit den U20-Junioren Weltmeister. 

## Erfolge und Auszeichnungen
- 2000 Russischer Vizemeister mit Ak Bars Kasan
- 2002 Russischer Vizemeister mit Ak Bars Kasan

### International
- 2000 Silbermedaille bei der U18-Junioren-Weltmeisterschaft
- 2002 Goldmedaille bei der U20-Junioren-Weltmeisterschaft

## Statistik
(Stand: Ende der Saison 2010/11)